# Californiagulhake
Californiagulhake (Geothlypis beldingi) är en hotad fågelart i familjen skogssångare som enbart förekommer i nordvästra Mexiko.

## Utseende och läten
Californiagulhaken är en 14 cm lång olivgul skogssångare. Ovansidan hos hanen är olivgul, likaså hjässan med en smal svavelgul kant kring en svart ögonmask. Undersidan är bjärt gulfärgad, på flankerna med ockrafärgad anstrykning. Honan saknar ögonmasken och har olivfärgat huvud med ljus ögonring och ljusbeige ögonbrynsstreck. Undersidan är gul med brun anstrykning på flankerna, på buken mer vit. Näbben är svart och benen skäraktiga.
Underarten goldmani (se nedan) skiljer sig från nominatformen genom generellt mer färglös fjäderdräkt med mer olivfärgad ovansida och brunaktiga flanker. Hos hanen är kanten kring ögonmasken mer vitaktig. Liknande gulhaken är mindre med skär undre näbbhalva. De flesta hanar har grå kant kring ögonmasken, ej gul, och honorna är mer färglösa med otydligare ansiktsteckning. Sången är fyllig och kraftfull, lätet ett hårt "tchech".

## Utbredning och systematik
Californiagulhaken delas in i två underarter med följande utbredning:
- Geothlypis beldingi goldmani – förekommer i centrala Baja California (latitud 28° N till 26° N)
- Geothlypis beldingi beldingi – förekommer från Los Cabos i söder till Baja California i norr

## Levnadssätt
Californiagulhaken bebor vass, kaveldun och Schoenoplectus acutus utmed sötvattensvåtmarker och floder, men har också hittats i kustnära våtmarker med bräckt vatten och nyligen även i en anlagd våtmark i ett hotellområde nära jordbruksmark. Den ses aldrig längre än 50 meter från vatten, mestadels endast 15. Boet placeras upp till 1,5 meter ovan mark i kaveldun eller Schoenoplectus acutus och äggen läggs mars–maj.<refd name=Curson/>

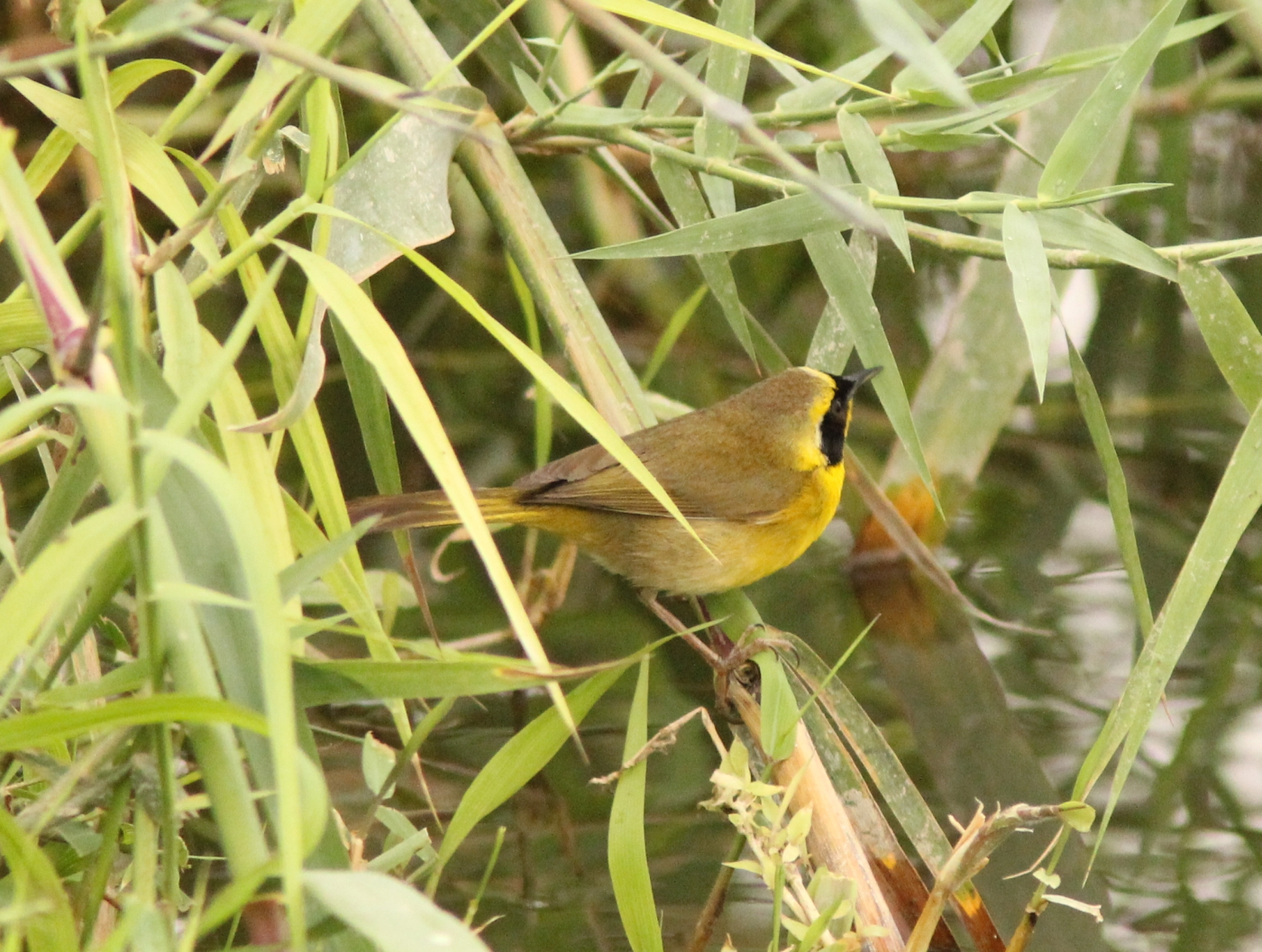

## Status
Californiagulhaken är en fåtalig fågel, med ett bestånd som uppskattas till endast 650–1670 vuxna individer. Den tros också minska kraftigt i antal till följd av habitatförstörelse. Internationella naturvårdsunionen IUCN anser den därför vara utrotningshotad och kategoriseras på dess röda lista som sårbar.

## Namn
Fågelns vetenskapliga namn är en hyllning till den amerikanska ornitologen och samlaren Lyman Belding (1829-1917). Fram tills nyligen kallades den även beldinggulhake på svenska, men justerades 2022 till ett mer informativt namn av BirdLife Sveriges taxonomikommitté.